# First Step (씨엔블루의 음반)
First Step은 2011년 3월 21일 발매된 씨엔블루의 첫 정규 음반이다. 총 12곡이 수록된 이 앨범의 타이틀 곡은 〈직감〉으로 각종 음악 프로그램에서 1위를 석권하였다.

## 수록곡
1. 직감 (한성호 / SEI, KOZI)
2. Love Girl (정용화, 한성호 / 정용화, 한승훈)
3. 상상 (Imagine) (한성호, 정용화 / 김재양, 한승훈)
4. I Don't Know Why (정용화, 한성호 / 정용화, 한승훈)
5. 사랑은 비를 타고 (한성호 / 이종현, 한승훈)
6. Lie (김재양 / 이종현, 김재양)
7. One Time (정용화 / 정용화, 한승훈)
8. Just Please (정용화 / 정용화, OWL)
9. Wanna Be Like U (CNBLUE / Shusui, Tony Nilsson)
10. Ready N Go (한성호, 정용화 / 한성호)
11. 고마워요 (CNBLUE / 이종현)
12. One Of A Kind (Bonus Track)

## First Step Special Limited Edition
First Step Special Limited Edition은 CNBLUE가 첫 정규앨범 FIRST STEP의 한정판이다. 3만장 한정으로 제작되었다.